# Oskar Pfister
Oskar Pfister (Wiedikon, 23 febbraio 1873 – Zurigo, 6 agosto 1956) è stato un pastore protestante e psicoanalista svizzero.

## Biografia
Oskar Pfister fu un pastore cristiano luterano. Studiò teologia, filosofia e psicologia presso l'Università di Zurigo e l'Università di Basilea. Tra i pionieri della psicoanalisi e tra i fondatori della società psicoanalitica svizzera, ha cercato di integrare le teorie freudiane con  la pedagogia e con la teologia.
Ebbe con Sigmund Freud un rapporto di amicizia personale oltre che di legame professionale. I due si scambiarono lettere per circa trenta anni.
L'Associazione statunitense di psichiatria rilascia ogni anno il premio Oskar Pfister agli studiosi che si sono distinti nello studio del rapporto tra psichiatria e religione.